# Eleccions generals d'Irlanda del Nord de 1925
Les eleccions generals d'Irlanda del Nord de 1925 es van celebrar el 3 d'abril de 1925 i foren les segones celebrades a Irlanda del Nord. Tot i la incontestable victòria del Partit Unionista de l'Ulster (PUU) de James Craig, va perdre molts vots. Els nacionalistes són el primer partit de l'oposició.

## Resultats
| Partit                    | Líder         | Vot popular | %     | Escons | Canvi (de 1925) |
| Partit Unionista          | James Craig   | 211.622     | 55,0% | 32     | -8              |
| Nacionalistes             | Joseph Devlin | 91.452      | 23,8% | 10     | +4              |
| Unionista Independent     |               | 34.716      | 9,0%  | 4      | +4              |
| Republicà Independent     |               | 20.615      | 5,3%  | 2      |                 |
| Laboristes                |               | 18.114      | 4,7%  | 3      | +3              |
| Tinents no propietaris    |               | 4.886       | 1,3%  | 1      |                 |
| Associació de Propietaris |               | 3.320       | 0,9%  |        |                 |